# Fred Dimmendaal
Fred Dimmendaal (Utrecht, 23 januari 1957 - Utrecht, 15 oktober 1995) was een profvoetballer van FC Utrecht. Hij begon zijn carrière bij DESTO en speelde daarna bij Elinkwijk. Na zijn profcarrière is hij rechercheur bij de Utrechtse politie geworden. 
Op 37-jarige leeftijd werd bij hem alvleesklierkanker vastgesteld waaraan hij op 38-jarige leeftijd overleed.